# 克雷利夫斯凱
48°3′42″N 35°1′45″E / 48.06167°N 35.02917°E
克雷利夫斯凱（烏克蘭語：Крилівське）是位於烏克蘭東南部的村莊，由扎波羅熱州扎波羅熱区的希羅凱市鎮負責管轄。該村始建於1928年，面積3.35平方公里，海拔高度99米，2001年人口42，人口密度每平方公里12.5人。